# René Grousset

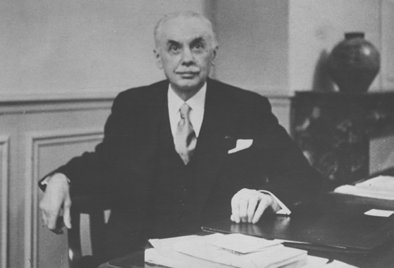
René Grousset

René Grousset (ur. 5 września 1885, zm. 12 września 1952) – francuski historyk i orientalista, specjalizujący się w dziejach ludów stepowych Azji Centralnej.
Był autorem wielu prac z zakresu orientalistyki, w tym dwóch klasycznych pozycji: Histoire des Croisades (1934–1936) i L’Empire des steppes (1939). 

## Wybrane publikacje
- Histoire de l’Asie, 3 tomes, 1921-1922.
- Histoire de la philosophie orientale. Inde, Chine, Japon, 1923.
- Le Réveil de l’Asie. L’impérialisme britannique et la révolte des peuples. Paris, Plon, 1924.
- Histoire de l’Extrême-Orient, 1929.
- Sur les traces du Bouddha, 1929.
- Les Civilisations de l’Orient, 1929-1930.
- S. M. Nâdir Shâh, 1930.
- Philosophies indiennes, 1931.
- Histoire des Croisades et du Royaume Franc de Jérusalem, 3 tomes, 1934–1936, Plon, 1934, ré-édité Perrin, 1991, ISBN 2-262-00931-7 (tome 1: Anarchie Musulmane & la Monarchie Franque, tome 2: Monarchie Franque & Monarchie Musulmane, tome 3: Monarchie Musulmane & Anarchie Franque)
- L’Empire des steppes Attila, Gengis-Khan, Tamerlan, Paris: Éditions Payot  1965
- L’Épopée des Croisades, Paris, Plon, 1939.
- L’Empire mongol, E. de Boccard, 1941
- Histoire de la Chine, 1942
- Le Conquérant du monde, Vie de Gengis-Khan, 1944
- Bilan de l’Histoire, 1946
- Histoire de l’Arménie des origines à 1071, Première édition : 1947
- L’Empire du Levant, 1949
- Figures de Proue, 1949
- La Chine et son art, 1951
- L'Homme et son histoire, Plon, 1954, 245p.
- Histoire universelle, Encyclopédie de la Pléiade, sous la direction de René Grousset et E.G. Léonard, 3 vol.1957